# Czemeryczyno
Czemeryczyno – nieistniejąca wieś. Miejsce, w którym się znajdowała obecnie położone jest na Białorusi, w obwodzie mińskim, w rejonie mińskim, w sielsowiecie Józefowo.
Istniała jeszcze w 1933. Zanikła w późniejszych latach